# Etbin Kristan
Etbin Kristan, slovenski politik in pisatelj, * 15. april 1867, Ljubljana, † 22. november 1953.

## Življenje
Etbin Kristan se je od mladosti zanimal za politiko. Po končani kadetski šoli v Karlovcu je tri leta preživel kot oficir, pozneje med letoma 1887 in 1895 pa je deloval kot novinar v Zagrebu. Tu se je aktivno vključil v športno življenje, predvsem kot aktiven kolesar. Kot novinar ustanovi leta 1892 časopis s kolesarsko tematiko Hrvatsko-slovenski ciklista, ki je izhajal dve leti. Po prenehanju izhajanja kolesarskega časopisa, je Kristan od 1.novembra 1894 uredil šest številk polmesečnika Sport, glasila za vse športne panoge. Na Dunaju, kjer je živel od leta 1895, se je povezal s socialnimi demokrati. Sodeloval je pri delavskih časopisih Arbeiter Zeitung do leta 1901 in med letoma 1901 in 1905 pri Der Eisenbahner. Za časopisa je pisal politične eseje in komentarje. Od 1896 do 1914 je bil voditelj Jugoslovanske socialdemokratske stranke (JSDS). Menil je, da je narod predvsem jezikovno-kulturna skupnost, zato se je na brnskem kongresu zavzemal za federativno ureditev Avstro-Ogrske in za kulturno avtonomijo njenih narodov. Zbližal se je z Ivanom Cankarjem in se z njim boril za ustanovitev umetniškega gledališča, kasneje pa sta se zaradi različnih pogledov na kulturo in prihodnost južnoslovanskih narodov sprla. Kristan se je namreč začel zavzemati za poenotenje kulture, jezika in pisave južnoslovanskih narodov, kar pa za Cankarja ni bilo sprejemljivo. Med prvo svetovno vojno do leta 1920 in v letih 1921–1951 je Kristan bival v ZDA, kjer je med izseljenci ustanovil ter vodil Slovensko republičansko združenje (oz. Jugoslovansko republičansko združenje) ter se preživljal kot novinar in urednik. Po prvi svetovni vojni se je vrnil v domovino in bil leta 1920 izvoljen v Ustavodajno skupščino kot kandidat slovenske socialdemokracije. Pozneje se je odrekel mandatu in odšel nazaj v Združene države Amerike, kjer je ostal do konca druge svetovne vojne. Malo pred smrtjo se je vrnil v domovino.

## Dramatika
Dramatika Etbina Kristana prikazuje socialno in psihološko problematiko. Srečanje z Ibsenovo dramatiko je močno vplivalo nanj. Dela je objavljal v Cankarjevem glasniku in Ameriškem družinskem koledarju. Njegovi junaki se zaradi krivic in težnje po osebni in družbeni svobodi spreminjajo v upornike. V prvih dramah, ki so zelo tendenčne, zmaguje stari svet, ki ga podpira država s svojimi organi. Ob družbenih vprašanjih so v ospredju ljubezenski in družinski zapleti. Oblikovno je tradicionalen: zgradba je trdna in jasna, formalistična, dialog stvaren. 

### Proza
- Ženin iz Amerike - novela
- Francka in drugo
- Pertinčarjevo pomlajenje
- Brata
- Povesti in črtice
- Savićev pesimizem

### Poezija
- Žarki in snežinke

### Drame
- Zvestoba, 1897
- Volja, 1902
- Kdo je blazen?, 1907
- Ljubislava, 1907
- Kato Vranković, 1909
- Kraljevanje, 1910
- Samosvoj, 1910
- Gospodar, 1938
- Maščevanje

## Politični eseji
- Kapitalizem in proletarijat
- Krfska deklaracija in demokracija
- Etbin Kristan o naši politiki
- Poslanica slovenskemu delavskemu ljudstvu
- Svetovna vojna in odgovornost socializma
- V dobi Klerikalizma
- Primož Trubar in slovensko ljudstvo
- Stari in novi kmečki prijatelji
- Narodno vprašanje in Slovenci
- Nevarni socializem
- Strahovi: Svarilo vsem rodoljubnim Slovencem, opomin vsem dobrim katoličanom